# Stint
Stint bruges i motorløb om en periode mellem start og første pitstop, en periode mellem to pitstop eller en periode mellem sidste pitstop og afslutning af løbet. F.eks. Formel 1 og Le Mans.
Hvis der f.eks. i et Formel 1-løb er to pitstop, vil der være tre stints i løbet.
Eksempel på ovennævnte formel 1-løb med to pitstop:
1. stint: Fra start til første pitstop.
2. stint: Fra første pitstop til andet pitstop.
3. stint: Fra andet pitstop til afslutning.